# Condado de Curry (Nuevo México)
El condado de Curry es un condado del estado de Nuevo México, Estados Unidos. Tiene una población estimada, a mediados de 2021, de 47 999 habitantes.
La sede del condado es Clovis, al igual que su mayor ciudad.
El condado tiene un área de 3648 km² (de los cuales 8 km² están cubiertos por agua).
Fue fundado en 1909.

## Demografía

### Censo de 2020
Según el censo de 2020, en ese momento el condado tenía una población de 48 430 habitantes. La densidad de población era de 13 hab./km². El 57.67% de los habitantes eran blancos, el 5.99% eran afroamericanos, el 1.31% eran amerindios, el 1.67% eran asiáticos, el 0.08% eran isleños del Pacífico, el 16.95% eran de otras razas y el 16.33% eran de una mezcla de razas. Del total de la población, el 45.01% eran hispanos o latinos de cualquier raza.

### Censo de 2000
Según el censo de 2000, en ese momento había 45.044 personas, 16.766 hogares y 11.870 familias en el condado. La densidad de población era de 32 habitantes por milla cuadrada.
La composición racial del condado era la siguiente:
- 72,40% blancos
- 6,86% afroamericanos
- 1,00% amerindios
- 1,78% asiáticos
- 0,13% isleños del Pacífico
- 14,08% otras razas
- 3,75% de una mezcla de razas.

Había 16.766 hogares, de las cuales el 38,00% tenían menores de 18 años, el 54,00% eran parejas casadas viviendo juntas, el 12,80% eran mujeres cabeza de familia monoparental (sin cónyuge), y el 29,20% no eran familias.
El tamaño promedio de una familia era de 3,15 miembros.
En el condado el 30,10% de la población tenía menos de 18 años, el 11,50% tenía de 18 a 24 años, el 28,80% tenía de 25 a 44, el 18,10% de 45 a 64, y el 11,50% eran mayores de 65 años. La edad promedio era de 31 años. Por cada 100 mujeres había 97,60 hombres. Por cada 100 mujeres mayores de 18 años había 94,30 hombres.
Los ingresos medios de los hogares del condado eran de $28.917 y los ingresos medios de las familias eran de $33.900. Los hombres tenían ingresos medios por $25.086 frente a los $19.523 que percibían las mujeres. Los ingresos per cápita del condado eran de $15.049. El 15,50% de las familias y el 19,00% de la población estaban debajo de la línea de pobreza. Del total de personas en esta situación, el 25,10% tenían menos de 18 años y el 14,30% tenían 65 años o más.